# 라디오 시티 뮤직 홀

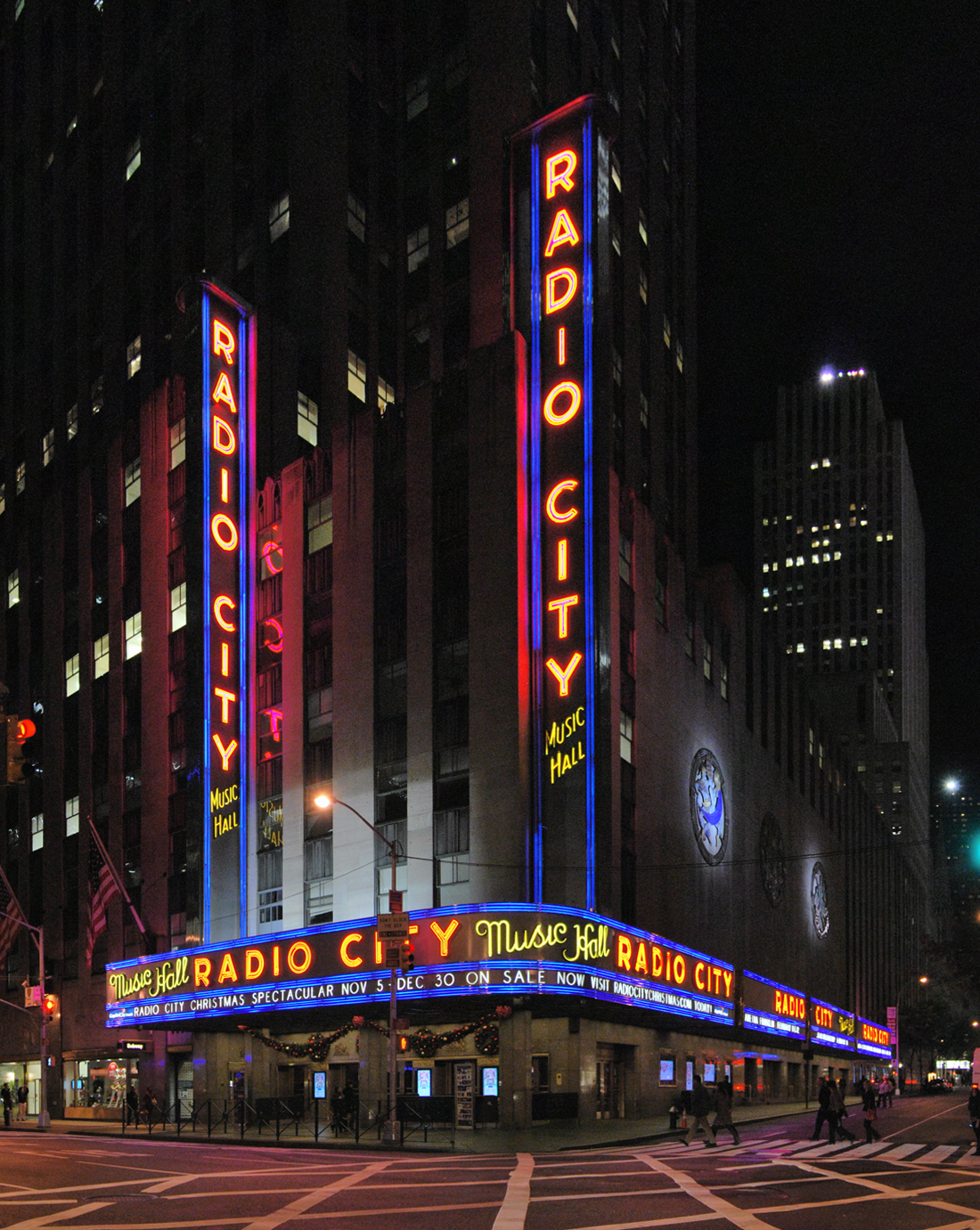
라디오 시티 뮤직 홀

라디오 시티 뮤직 홀(영어: Radio City Music Hall)은 미국 뉴욕주 뉴욕 록펠러 센터의 음악 공연장이다. 5933석 규모의 세계 최대의 홀이며, 매년 6월 토니상 시상식도 여기에서 열린다. 설계자는 에드워드 듀럴 스톤이다. 1932년 12월 27일 문을 열었다. 2004년에는 WNBA 올스타전이 열렸다. 한국인으로는 전기바이올리니스트 유진박이 공연을 하였다.